# Saribia decaryi
Saribia decaryi är en fjärilsart som beskrevs av Le Cerf 1922. Saribia decaryi ingår i släktet Saribia och familjen Riodinidae. Inga underarter finns listade.